# Carel Christiaan Anthony Last
Carel Christiaan Anthony Last (* 11. Dezember 1808 in Amsterdam; † 17. Dezember 1876 in den Haag) war ein niederländischer Maler, Zeichner und Lithograf. 

## Leben und Werk
Carel Christiaan Anthony Last begann in jungen Jahren (ab 1824) für den Verleger Portman in Amsterdam auf Stein zu zeichnen. Der Belgier Deguerrois zog ihn 1828 zur Mitarbeit für ein großes Gemälde heran. Zu diesem Zweck lernte er die Technik der Lithografie bei Jean-Baptiste Madou und zog nach den Haag. Dort war er als Maler und besonders als Lithograf erfolgreich. Er beteiligte sich in den folgenden Jahrzehnten an zahlreichen Alben mit Tierstudien, Städteansichten und Landschaften. Er schuf daneben auch Einzelblätter und Buchillustrationen, meist nach fremden Vorlagen, sowie Beiträge für flämische und niederländische Zeitschriften.

Werkbeispiele
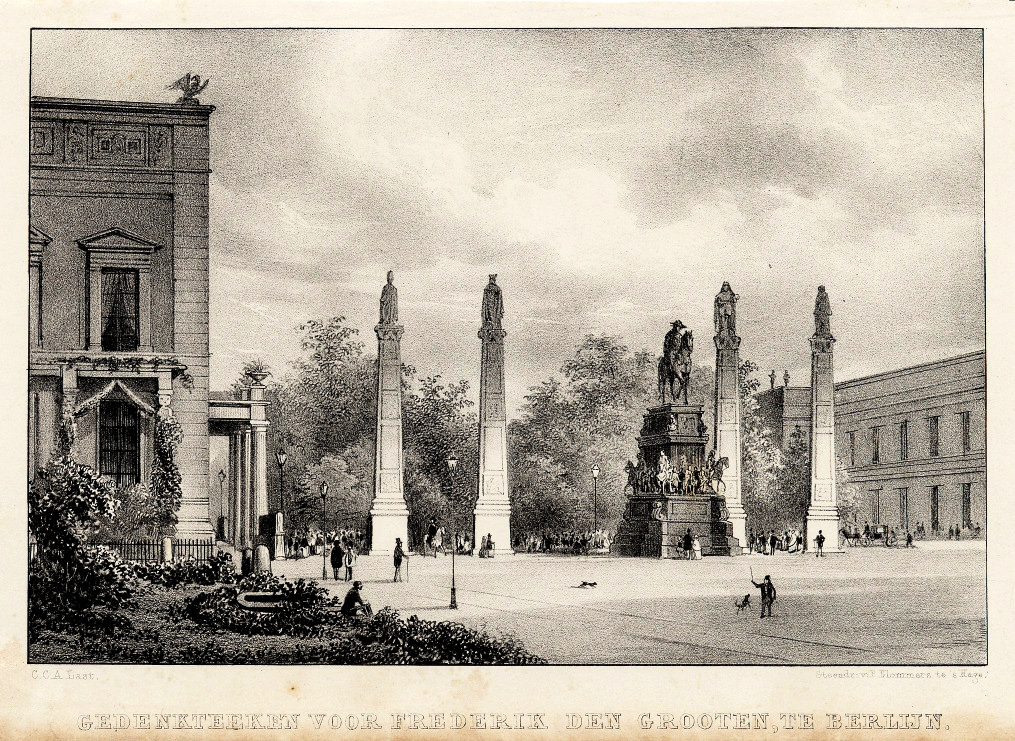
Gedenkteeken voor Frederik den Grooten te Berlin, Stahlstich, 1851
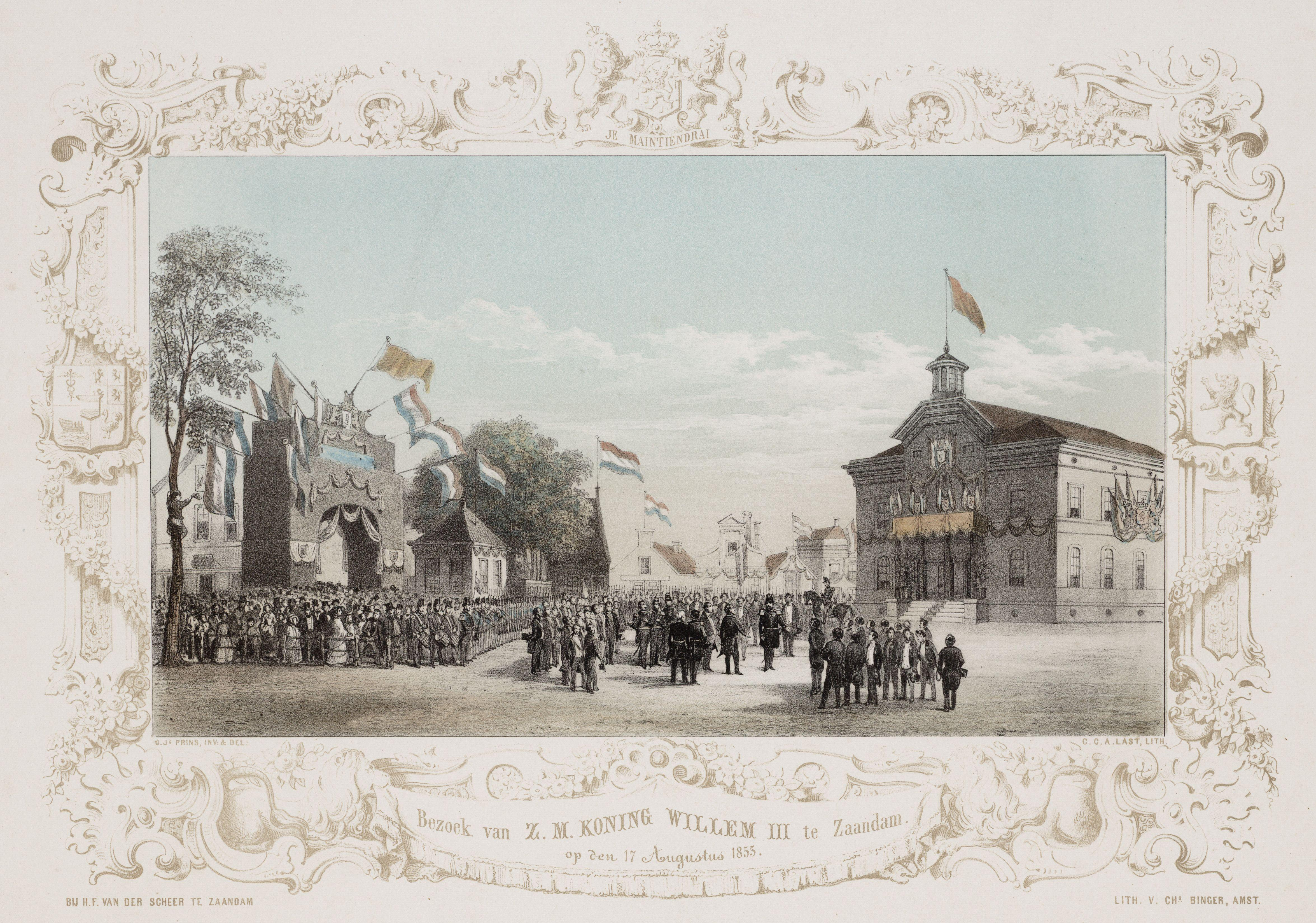
Ontvangst van koning Willem III voor het stadhuis van Zaandam, Lithografie, 1853
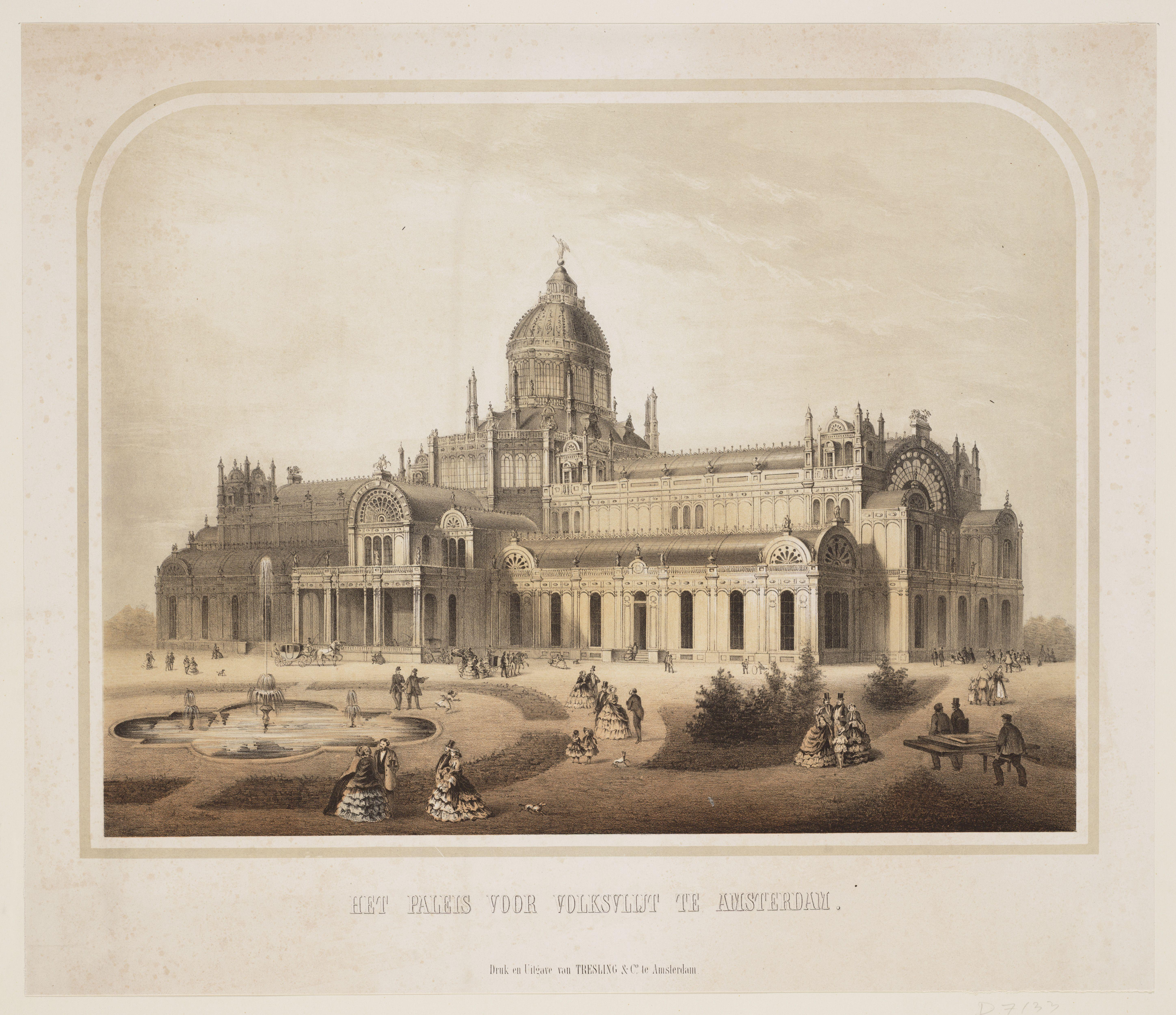
Het Paleis voor Volksvlijt te Amsterdam, Lithografie, etwa 1865